# 黒江屋
黒江屋（くろえや）は、東京都中央区日本橋に存在する漆器の専門店。正式商号は株式会社 黒江屋 (Kuroeya Co., Ltd.)。

## 歴史
創業元禄2年（1689年）。初代（姓名不詳）が紀州漆器黒江塗の産地として知られる紀伊国名草郡黒江村（現和歌山県海南市黒江）から江戸に移り漆器店を創業したことから、商号が黒江屋となる。当初は日本橋本町四丁目（現二・三丁目）に店を構え、代々黒江屋太兵衛を襲名した。
安永3年（1774年）創業家は黒江村に帰郷し、京の豪商柏屋孫左衛門に経営権が移った。同時期に同時期に所在地が本町から日本橋通一丁目の現在地へと移っている。
江戸時代には主に大名、明治には華族等を相手に高級漆器を扱っていたが、関東大震災後一般向けの漆器にも手を広げた。昭和20年（1945年）東京大空襲では店舗を焼失、翌年2月にはバラックを建てて商売を再開した。戦後混乱期には漆器に拘らず雑多な商品を扱ったが、この時期に客が古物屋と間違えて持ってきたものを買い取ったという万治元年（1658年）銘の日本橋の擬宝珠が店頭に展示されている。

### 柏原家
柏原家は加藤清正家臣柏原郷右衛門を祖とする家系で、寛永期或いは正保2年（1645年）に初代三右衛門が京問屋町五条下ル三丁目橘町西側（現京都府京都市東山区西橘町）に柏屋を創業した。当初は京小間物、扇子を商ったが、後に木綿問屋となり、蝋燭や雪駄も扱った。天和・貞享期には黒江屋と同じ江戸本町四丁目に出店し、いわゆる江戸店持京商人となった。二代目孫左衛門、三代目助右衛門と続き、享保4年（1719年）弟の四代目孫左衛門光忠は五代目那波屋九郎左衛門祐英の四女里代を娶り、妻と共に経営を拡大した。
安永3年（1774年）に同じ本町四丁目の塗物問屋黒江太兵衛、天明元年（1781年）に新両替町四丁目（現銀座四丁目）の紙問屋松坂屋半右衛門の経営権を手に入れ、江戸三店体制とした。当主柏原孫左衛門は依然として京に居住し、売上も毎年京に送られたが、別家制度により江戸店の番頭も分家として一定の権限を与えられた。江戸店は寛政年間の呉服太物問屋の長者番付では東の大関に列せられている。
明治になると木綿販売は時代遅れとなり、九代目孫左衛門は明治17年（1884年）7月1日、東京に神戸製紙所（現三菱製紙）の一手販売代理店を開いた。大正13年（1924年）株式会社柏原洋紙店、昭和50年（1975年）柏原紙商事株式会社を経て現在に至る。
代々柏原家が京都で居住していた屋敷は宝暦13年（1763年）築のものが天明の大火を免れて現存し、江戸時代の商家の様子を今に伝えている。昭和49年（1974年）より『洛東遺芳館』として年2回一般に公開されている。同館には享保21年（1736年）1月の「家内定法帖（帳）」、宝暦5年（1755年）の「条目」、明治16年（1883年）1月の「店定法示合心得書」などの家訓、享保15年（1730年）から明治22年（1889年）までの決算簿や沽券図などが伝わっている。

## 関連会社
- 柏原紙商事株式会社
- 柏原ビル株式会社
- 丸柏ビル株式会社
- 柏原倉庫株式会社
- 柏栄サービス株式会社
- 丸柏商事株式会社
- 柏葉サービス株式会社